# Oriel Álvarez Hidalgo
Oriel Uldarico Álvarez Hidalgo (Caleta Chañaral de Aceituno, región de Atacama, 10 de septiembre de 1957) es un reconocido historiador chileno del Valle del Huasco, ahijado del también escritor atacameño Oriel Álvarez Gómez.

## Biografía
Hijo del matrimonio compuesto por Roberto Emilio Álvarez Álvarez (de la etnia chango) y Juana Otilia Hidalgo. Estudió en la Escuela Fortunato Soza de Carrizalillo y Peñuelas de La Serena. Continúa sus estudios en la Escuela Superior de Hombres de Freirina y en el Liceo Industrial de Vallenar.
Ha estado casado desde el 20 de diciembre de 1985 con Carmen Callejas Herrera, con quien tiene dos hijas, Paula (arquitecta) y Perla (periodista).
Actualmente es bibliotecario de la Biblioteca Pública Freirina,  152 BC1, "Homero Callejas", donde a desarrollado mayormente su trabajo.

## Obras
Muy joven ingresa a desempeñarse en la Municipalidad de Freirina, como encargado de la Biblioteca Pública Municipal Homero Callejas Zamora.
Desde su puesto, se ha desempeñado en diferentes períodos como encargado de Cultura y Turismo de la Ilustre Municipalidad, ejecutando diversas actividades. Entre otras, es uno de los fundadores y creadores del Festival Nacional El Camarón. En la localidad de Carrizalillo ayudó al fomento de la actividad patrimonial “Rodeo de burros”. En 2004, crea el Grupo de Patrimonio Cultural de Freirina, entidad con la que logra refaccionar y pintar la ciudad de Freirina y localidades rurales, dando trabajo a más de 100 personas.
Desde la Biblioteca Pública, ha creado e impulsado diversas actividades de fomento lector y cultural, como el proyecto “Los Baúles viajeros de Freirina”, los que con el tiempo, se transformaron en Bibliotecas vecinales de localidades rurales de la comuna, ambas iniciativas, con aportes del Fondo del Libro y la Lectura.
Ha editado diversos libros de historia; participado y asesorado en los documentales El ocaso de un legado y Navegantes del desierto de los cineastas Rodrigo Terreros y Jorge Arévalo. Y creado el documental Rodeo de burros, actividad típica, además del libro homónimo. Un burro entre tantos burros se le apodo luego de arduo y destacado trabajo histórico.
En ámbito de investigación histórica, colabora en diversas revistas, diarios y sitios web. Además ha participado en importantes encuentros, seminarios y eventos regionales y nacionales, donde ha expuesto diversos temas culturales y bibliotecarios.

## Libros
- 1994 - Freirina, una historia (segunda edición 2006), obra histórica de la comuna de Freirina y del antiguo Partido del Huasco (Santa Rosa) y Departamento.[6]
- 2003 - El último constructor de balsas de cuero de lobo, Roberto Álvarez, padre del autor, pescador en Caleta de Chañaral hereda la técnica de construcción de la balsa de cuero de lobo, que fue utilizada desde la época de los aborígenes changos.
- 2005 - Rodeo de burros, actividad típica, investigación de una actividad patrimonial inmaterial, arraigada en la zona de Atacama y Coquimbo, desde los tiempos de los españoles.
- 2007 - Historia y autoridades, municipalidad de Freirina, introducción histórica de la antigua "Santa Rosa de Lima", Freirina; aborígenes del Huasco, el Huasco dominado por los incas, etc.
- 2007 - Memorias de Capote, patrimonio arqueológico-histórico de una mina de tres siglos, coautor, antecedentes históricos del Mineral de Capote.
- 2012 - Personajes y oficios en el valle del Huasco, personajes, vivos y fallecidos, con sus obras y legados.[7]

## Documentales
- 2003 - Rodeo de burros, actividad típica, autor, productor y director; documental sobre la actividad patrimonial del rodeo de burros, cuya actividad fue heredada de la época colonial de Chile. Los agricultores, crianceros y arrieros, juntan sus animales dispersos en los campos y cerros, para contarlos, venderlos o simplemente sacrificarlos.
- 2010 - El ocaso de un legado, documentalista; obra basada en la construcción de una balsa de cuero de lobo en Caleta Chañaral de Aceituno, presentado en el Festival de Cannes 2010.
- 2013 - Navegantes del desierto, participación; testimonios de personas dedicadas a labores del mar, entre el puerto de Iquique y Caleta de Chañaral.
- 2013 - Rostros de Santa Rosa del Huasco, producción y participación; documental del Centro de madres Santa Rosa de Lima de Freirina.

## Premios
- 1999 - Diploma de honor, Municipalidad de Vallenar.
- 2003 - Premio provincial de Literatura, Gobernación provincial de Copiapó.
- 2006 - Premio patrimonio regional Atacama, Consejo de la cultura y las artes.
- 2007 - Galvano municipal, Municipalidad de Freirina.
- 2013 - Nominación Consejero asesor regional Atacama, Consejo de Monumentos Nacionales.[8]